# Türje nembeli Joachim
Türje nembeli Joachim, másképpen Ivachin vagy Iwachin, magyar főnemes és hadvezér a 13. század első felében, II András idejében. 1210 körül ő szolgált Hermannstadt első ismert grófjaként (Nagyszeben ispánja). Joachim a Szentgróti nemesi család ősapja is volt.
Amikor abban az évben felkelés tört ki Vidinben a bolgár uralkodó, Boril ellen, ez nem tudta külső segítség nélkül elfojtani a lázadást, és II. Andráshoz fordult, emlékeztetve őt „megbízható barátságukra”. A magyar király válaszul Joachimot küldte, hogy vezesse át a szászok, oláhok, székelyek és besenyők seregét a Kárpátokon, és segítsenek Borilnak a három lázadó kun fővezér ellen (akiket állítólag Iván Aszen későbbi bolgár cár bérelt fel) az 1250-ben kiadott királyi oklevél szerint. A 13. század elején négy etnikai csoportot rendeltek alá a hermannstadti grófoknak. Joachim először legyőzte a három kun vezért, akik megpróbálták megállítani az inváziót, kettőt megölt közülük a csatatéren, míg a harmadikat, Karast elfogták és fogolyként a magyar királyi udvarba küldték. Ezt követően Joachim serege a Duna mentén Vidinig vonult, és megostromolta a várat. Az 1250-es oklevél szerint a magyar csapatok felgyújtották az erőd két kapuját, és „vitézül harcoltak”. Maga Joachim is súlyosan megsebesült a csetepatéban, de Vidint sikeresen elfoglalták, és visszaadták Borilnak, elfojtva az ellene való lázadást.
Katonai szolgálatáért és érdemeiért Joachim földeket kapott Slanjéban (ma Horvátország) és Varasd megyében. IV. Béla négy évtizeddel később, 1250. június 23-án királyi oklevelet adott ki Győrben, amely az egyetlen információforrás lett Joachim hadjáratáról. Az iratban a király megerősítette Tamást és Fülöpöt, a néhai Joachim fiait örökölt apai birtokukban, leírva a Türje rokonság három tagjának érdemeit.
Joachim részt vett András király hadjáratában is Halics hercegsége ellen 1211-ben. Pristaldusként (poroszló, királyi biztos vagy „végrehajtó”) működött 1214-ben, amikor a fiát, Miklóst Lendva birtokába iktatták.

## Fordítás
Ez a szócikk részben vagy egészben  a   Joachim Türje című angol Wikipédia-szócikk ezen változatának fordításán alapul.  Az eredeti cikk szerkesztőit annak laptörténete sorolja fel. Ez a jelzés csupán a megfogalmazás eredetét és a szerzői jogokat jelzi, nem szolgál a cikkben szereplő információk forrásmegjelöléseként.